# 275 Sapiencija
275 Sapiencija (mednarodno ime 275 Sapientia) je asteroid tipa X (po Tholenu) v glavnem asteroidnem pasu.

## Odkritje
Asteroid je odkril avstrijski astronom Johann Palisa 15. aprila 1888 na Dunaju .

## Lastnosti
Asteroid Sapiencija obkroži Sonce v 4,62 letih. Njegova tirnica ima izsrednost 0,161, nagnjena pa je za 4,771° proti ekliptiki. Njegov premer je 103 km .